# Lima (modelová železnice)

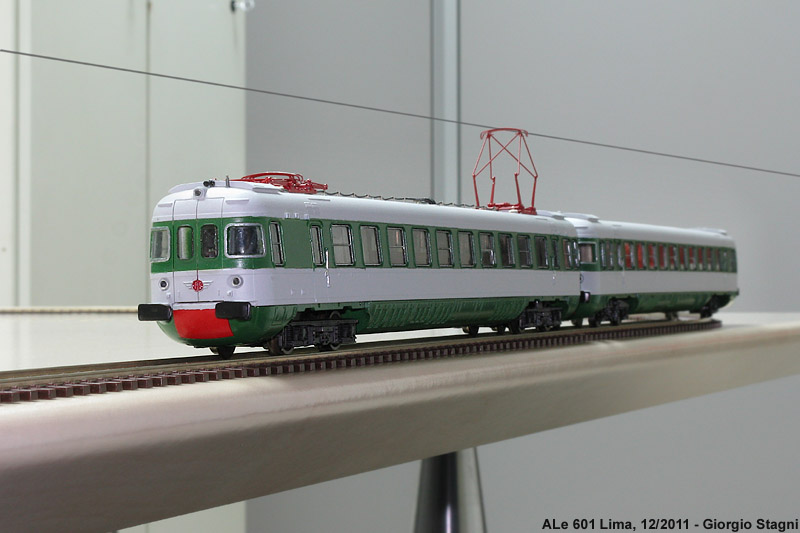
Model Lima – ALe 601

Lima S.p.A. byl italský výrobce modelů železničních vozidel a příslušenství z města Vicenza. Existoval v letech 1946–2004. Od roku 2004 je to značka vlastněná britskou hračkářskou firmou Hornby.
Zaměřoval se na měřítka 0, 00, H0, N a železniční modely italských, francouzských, amerických a britských drah.